# The Visit!
| Recensione | Giudizio |
| ---------- | -------- |
| AllMusic   |          |

The Visit! è un album del chitarrista jazz statunitense Pat Martino, pubblicato dall'etichetta discografica Cobblestone Records nell'ottobre del 1972.
L'album è ispirato e dedicato al chitarrista jazz Wes Montgomery.

## Tracce

### LP
Lato A
1. The Visit – 4:33 (musica: Pat Martino)
2. What Are You Doing the Rest of Your Life? – 7:18 (musica: Michel Legrand)
3. Road Song – 5:42 (musica: Wes Montgomery)

Lato B
1. Footprints – 8:24 (musica: Wayne Shorter)
2. How Insensitive – 6:14 (testo: Norman Gimbel – musica: Antônio Carlos Jobim)
3. Alone Together – 5:52 (testo: Howard Dietz – musica: Arthur Schwartz)

## Formazione
- Pat Martino – chitarra
- Bobby Rose – seconda chitarra
- Richard Davis – contrabbasso
- Billy Higgins – batteria

Note aggiuntive
- Don Schlitten – produttore
- Joe Fields – produttore esecutivo
- Registrazioni effettuate il 24 marzo 1972 a New York City, New York
- Paul Goodman – ingegnere delle registrazioni
- Gary Giddins – note retrocopertina album originale [3]